# Galàxia de baixa brillantor superficial
Les galàxies de baixa lluentor superficial o galàxies LSB (de les sigles en anglès de Low Surface Brightness) són galàxies molt difuses que emeten molta menys llum per unitat d'àrea que les galàxies normals.
Les galàxies de baixa lluentor superficial són difícils de detectar perquè la seva lluentor és un poc major que la del fons interestel·lar. La primera galàxia d'aquest tipus descoberta va ser Malin 1 en 1987. Aquesta galàxia és cinc vegades major que la Via Làctia però només té l'1% de la lluminositat d'una galàxia normal. No obstant això, dins d'aquest tipus de galàxies, són més comunes les galàxies nanes.
Hom pensa que les galàxies LSB poden suposar el 50% de les galàxies existents i que al seu centre n'hi ha una gran quantitat de matèria fosca, fins al punt que poden suposar la major part de la massa de l'univers. La seva evolució sembla molt més lenta que la de galàxies normals, i apareixen totes elles en un estat primerenc de formació. Tendeixen a estar més aïllades i a contenir més gas de baixa densitat, cosa dificulta la formació estel·lar. Com la formació estel·lar és la font de producció d'elements pesats, aquestes galàxies es caracteritzen per la seva baixa metal·licitat.

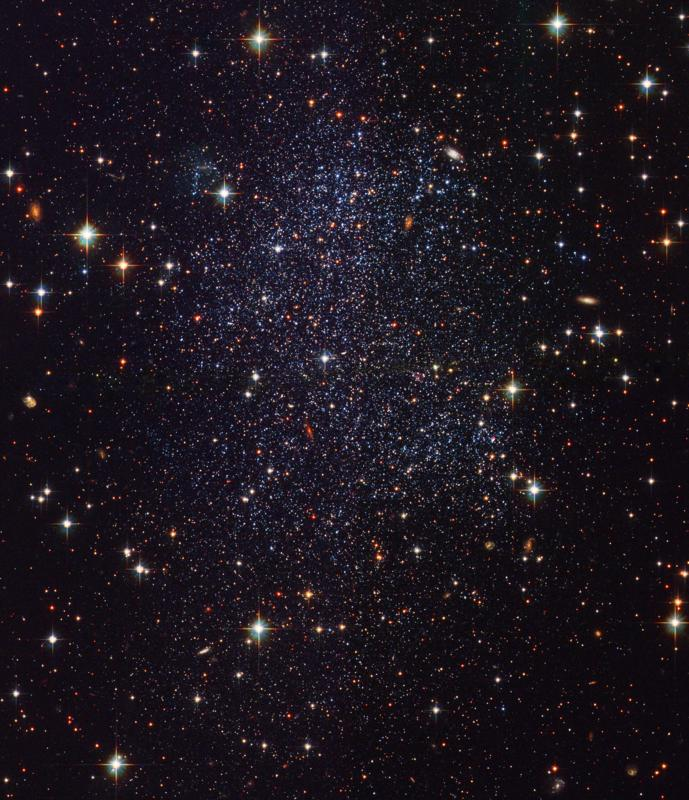
Nana Irregular de Sagitari (SagDIG).

## Principals galàxies de baixa lluentor superficial
- Nana irregular de Sagitari (SagDIG)
- Nana de Fènix
- Nana de l'Escultor
- Nana de Pegàs
- Wolf-Lundmark-Melotte (WLM)
- Sextant A
- Sextans B